# Senyoria de Grailly

Armes de Joan III de Grailly

La senyoria de Grailly fou una jurisdicció feudal del Regne de França, prop de Ginebra (Confederació Helvètica), al país de Gex, departament de l'Ain, que avui dia es diu Grilly.
El primer senyor conegut fou Gerard vers 1200; el va succeir el seu fill Joan I, i a aquest el seu fill Joan II. El seu fill, Joan III de Grailly, va rebre possessions a la Gascunya i Alvèrnia del rei d'Anglaterra i fou vescomte de Benaugès o de Benauge, senyor de Gurson, Fleix, Puy-Paulin, Chaslus, Sainte-Croix de Villagrand, Rolle i Langon; va morir el 1301 i es va casar amb Claramonda de Landirans, filla del senyor Gaillard i hereva de la senyoria de Landirans. El va succeir el seu fill Pere I, menys a Langon, Fleix i Gurson que van anar al fill Joan. Pere I va tenir dos fills: Caterina, que va rebre les baronies de Saint-Bazailles i Landairon, i fou senyor de Gurson i Fleix i que es va casar amb Jordà de Casaubon i Illa Jordà; i Pere II, senyor de Grailly, vescomte de Benaugès, vescomte de Castilhon i senyor de Gurson, Fleix, Puy-Paulin, Chaslus, Sainte-Croix de Villagrand, Rolle, Langon i Landirans. Va morir el 1356. Estava casat amb Asalida, filla i hereva de Pere Amanieu de Bordeus, captal de Buch, que li va aportar el Captalat de Buch. D'aquest matrimoni va tenir tres fills: Joan IV (el successor), Brunissenda (casada amb el senyor de Rion) i Joana (casada amb Senebrun de Lesparre); d'un segon matrimoni amb Rosemburga, filla del comte Heli VII de Perigord va tenir a Arquimbald de Grailly (que després veurem) i Rogeta (casada amb el senyor de la Rochefoucauld)
La successió com hem vist va recaure en el fill més gran, Joan IV, captal de Buch, senyor de Grailly, vescomte de Benauges, i senyor de Fleix, Puy-Paulin, Sainte-Croix de Villagrand, Rolle, Langon i Castelnau. Va tenir tres fills del seu matrimoni amb Blanca de Foix, però tots van morir joves: Margarida, Gastó el successor que va portar els mateixos títols que el pare i va morir el 1362 i el següent successor, el tercer germà, Joan V, amb els mateixos títols, mort el 1376.
Llavors la successió va recaure en Arquimbald de Grailly, germanastre dels anteriors, que havia rebut el vescomtat de Castilhon, i la senyoria de Gurson vers el 1356. A la mort de Joan V va heretar la senyoria de Grailly, el vescomtat de Benaugès i les senyories de Fleix, Puy-Paulin, Sainte-Croix de Villagrand, Rolle, Langon i Castelnau. També va ser comte de Lavaux, comte de Longueville, senyor de Meille, Bachevele, Cadillac, L'Isle, Saint-George, La Trayne, Pomiers, Podensac i Hausos. Va morir entre 1413 i 1416. El seu matrimoni amb Isabel de Foix li va aportar el comtat de Foix, elcomtat de Bigorra, el vescomtat de Bearn i altres vescomtats menors com el vescomtat de Castellbò, el de Marsan, el de Lautrec, el de Gavaldà, el d'Oloron, el de Brulhès i el de Gabardà, i la baronia de Montcada a Catalunya.
Arquimbald va deixar els dominis repartits: el seu fill Joan va rebre els dominis materns, i Gastó va rebre el Captalat de Buch, la senyoria de Grailly, el vescomtat de Benauges (que va ser elevat a comtat), el comtat de Longueville, i les senyories de Gurson, Sainte-Croix de Villagrand, Rolle i Meille. Altres fills van rebre també alguna senyoria. El 1424 la senyoria de Grailly va passar a Savoia amb el comtat de Ginebra.

## Llista de senyors de Grailly
- Gerard vers 1200
- Joan I vers 1220
- Joan II vers 1240
- Joan III vers 1260-1301
- Pere I 1201-vers abans de 1340
- Pere II vers 1340-1356
- Joan IV 1356-1360
- Gastó I 1360-1362
- Joan V 1362-1376
- Arquimbald 1376-1416 (vescomte de Castilhon des del 1356)
- Gastó II 1416-1424
- a Savoia 1424